# Weil (Oberbayern)

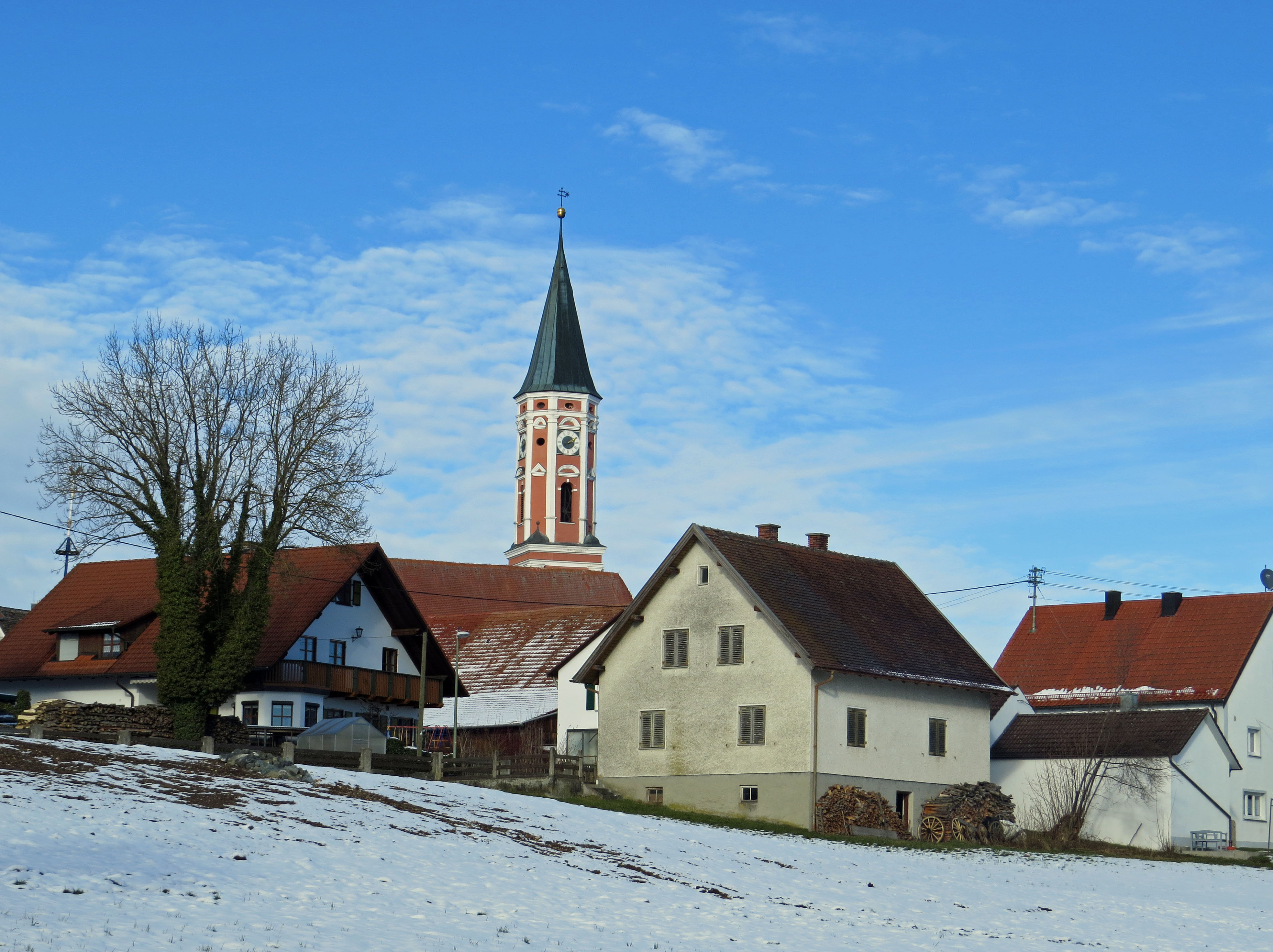
Weil von Süden

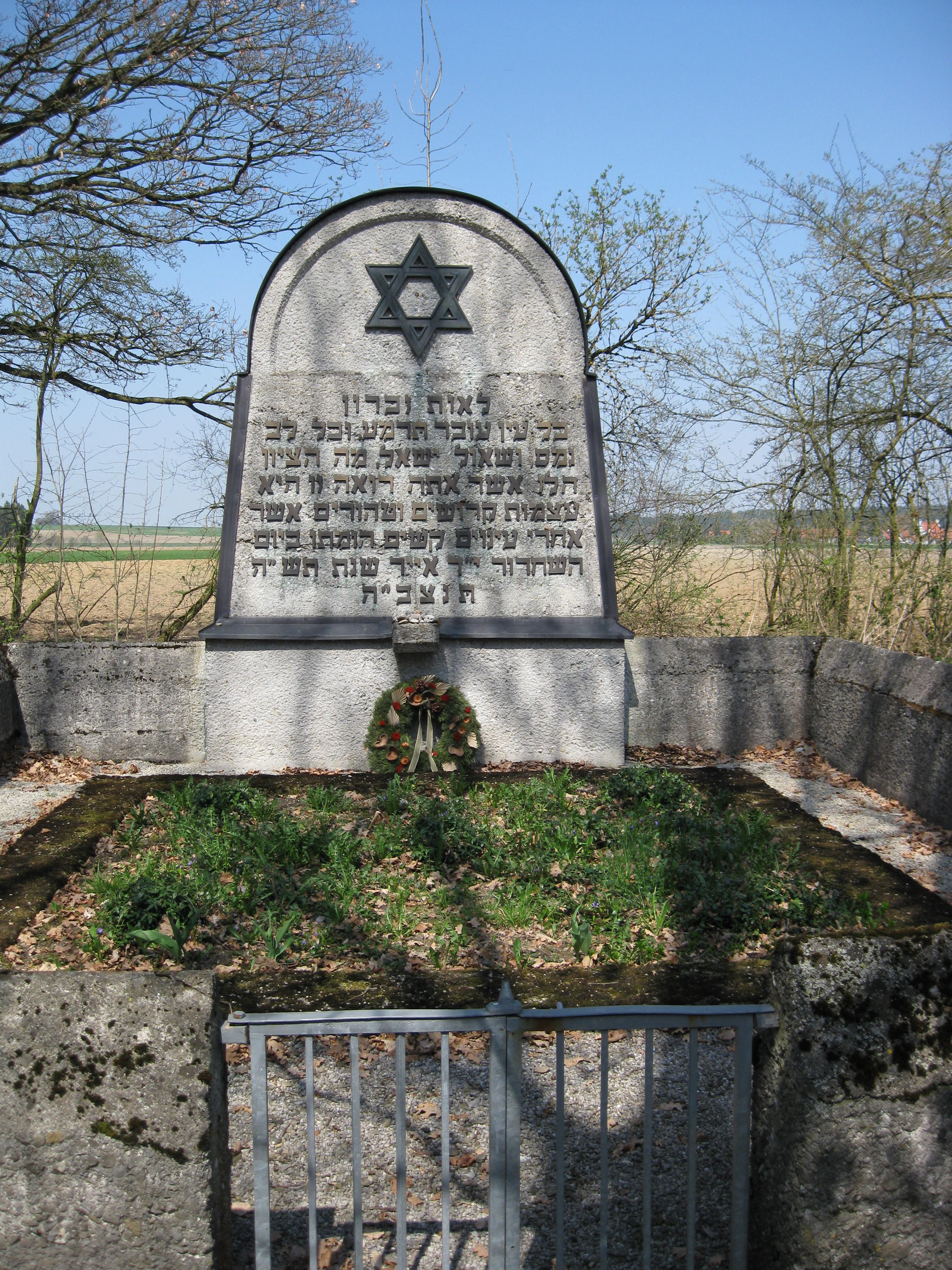
Denkmal für jüdische Opfer auf dem KZ-Friedhof Schwabhausen

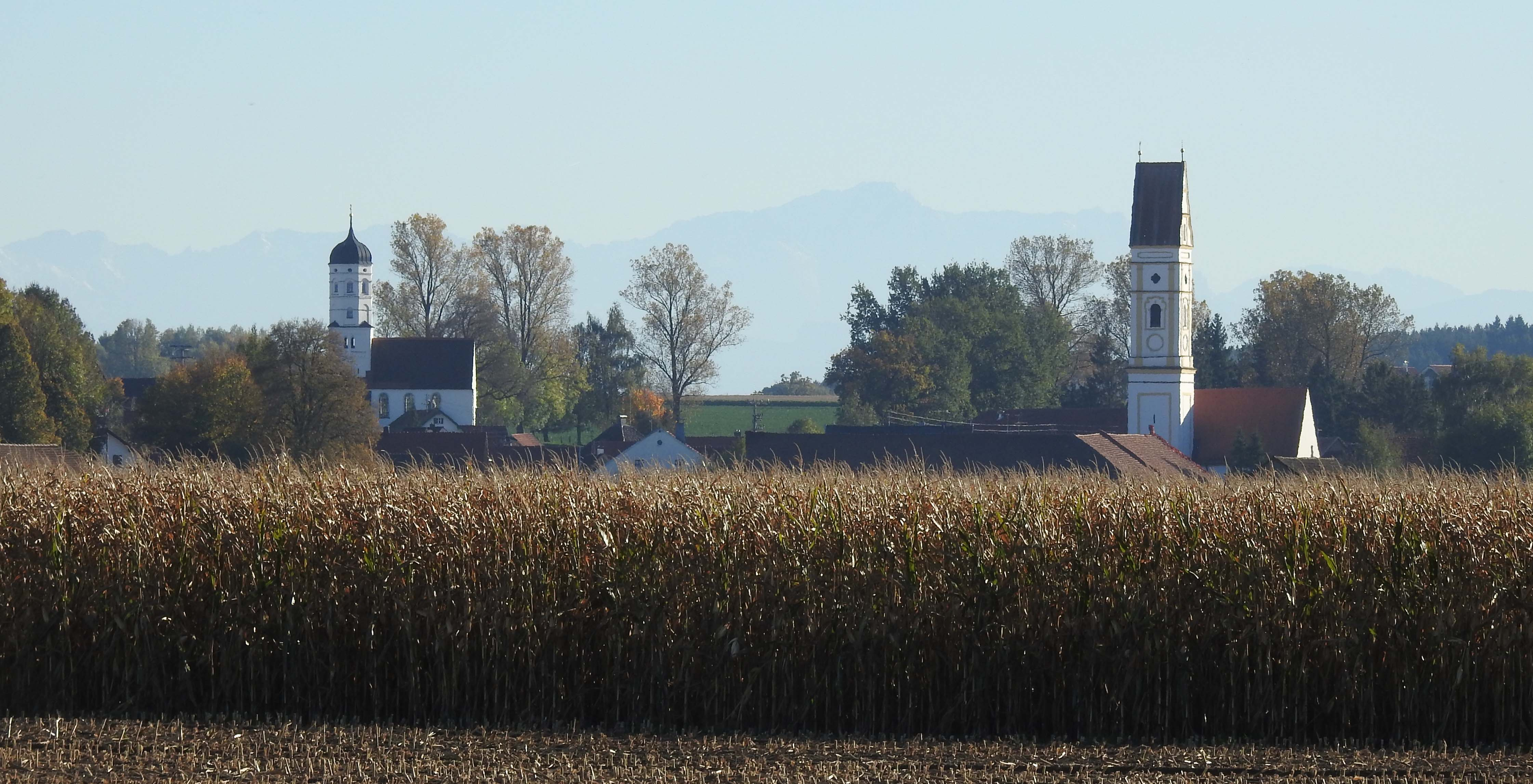
Petzenhausen von Norden

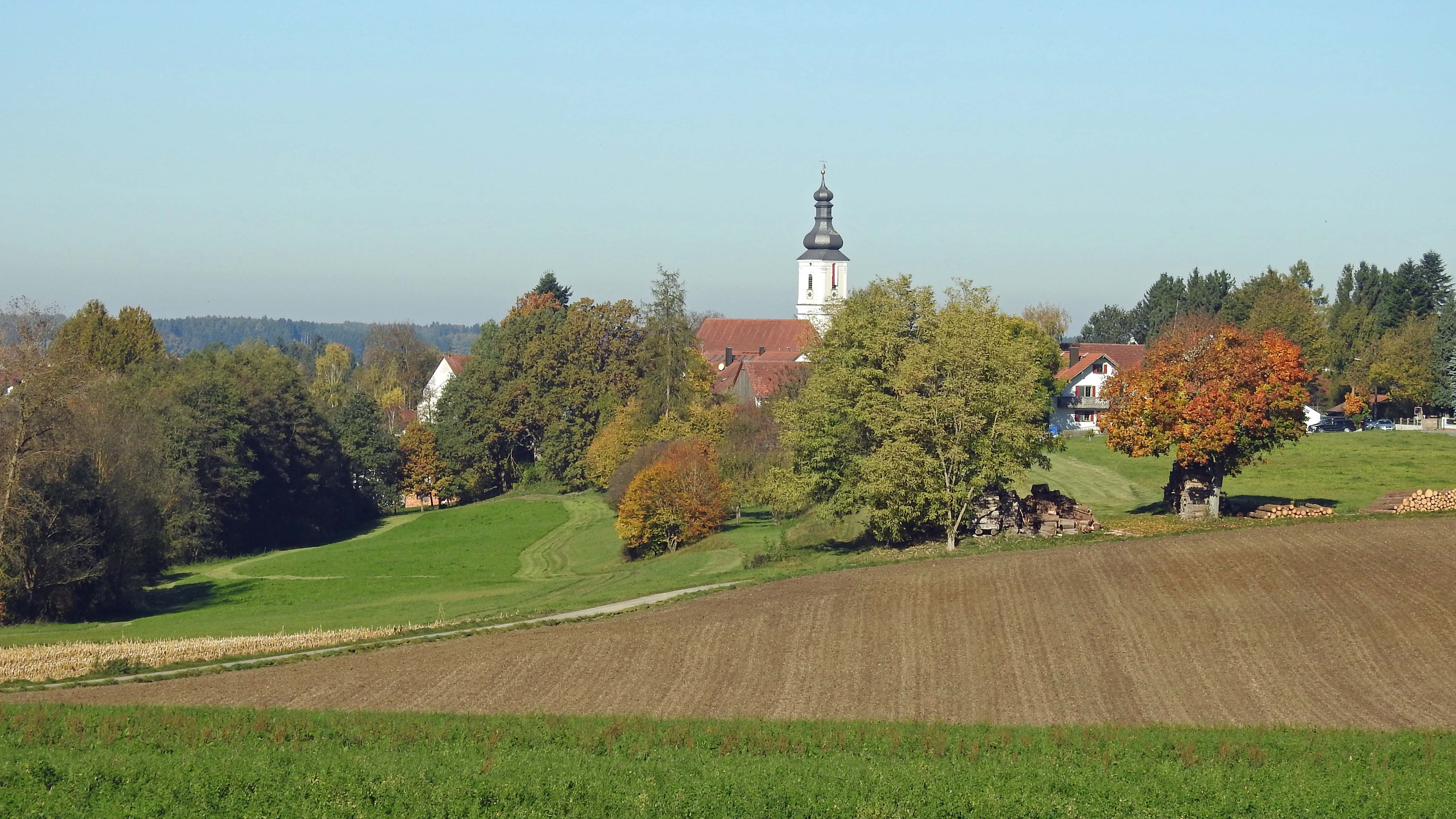
Geretshausen von Südosten

Weil ist eine Gemeinde im oberbayerischen Landkreis Landsberg am Lech.

## Geografie
Der Ort Weil liegt circa neun Kilometer nordöstlich von Landsberg und ist von Augsburg und München 30 bzw. 50 Kilometer entfernt. Er wird in Süd-Nord-Richtung vom Verlorenen Bach durchflossen, in seinem Unterlauf Friedberger Ach genannt.

### Gliederung
Es gibt sechs Gemarkungen, die in der Fläche den ehemaligen Gemeinden entsprechen, und 14 Gemeindeteile:
- Das Pfarrdorf Beuerbach mit dem Weiler Adelshausen und den Einöden Mangmühle, Wolfmühle und Zellhof
- Das Pfarrdorf Geretshausen mit der Einöde Aumühle
- Das Pfarrdorf Pestenacker
- Das Pfarrdorf Petzenhausen
- Das Pfarrdorf Schwabhausen bei Landsberg mit dem Weiler Machelberg
- Das Pfarrdorf Weil mit den Weilern Missenhof und Neuweil

### Nachbargemeinden
Nachbargemeinden sind (im Uhrzeigersinn von Norden): Prittriching, Egling an der Paar, Geltendorf, Eresing, Windach, Penzing, Kaufering und Scheuring.

## Geschichte

### Bis zur Gemeindegründung
Der Ortsname Weil ist römischen Ursprungs und lautete ursprünglich Villa (Gutshof).
Weil gehörte zum Rentamt München und zum Landgericht Landsberg des Kurfürstentums Bayern. Der Deutschorden (Kommende Blumenthal) besaß hier eine offene Hofmark.
Im Zuge der Verwaltungsreformen in Königreich Bayern entstand mit dem Gemeindeedikt von 1818 die Gemeinde Weil.

### Gebietsreform
Die heutige Einheitsgemeinde Weil entstand am 1. Januar 1972 im Zuge der Gebietsreform aus den Gemeinden Weil, Beuerbach, Geretshausen, Pestenacker, Petzenhausen und Schwabhausen bei Landsberg.

### Einwohnerentwicklung
Auf dem Gebiet der Gemeinde lebten
| Jahr | Einwohner |
| ---- | --------- |
| 1970 | 2278      |
| 1987 | 2608      |
| 1991 | 2918      |
| 1995 | 3141      |
| 2000 | 3321      |
| 2005 | 3626      |
| 2010 | 3765      |
| 2015 | 3775      |
| 2018 | 3833      |
| 2019 | 3854      |
| 2023 | 4018      |

Zwischen 1988 und 2018 wuchs die Gemeinde von 2688 auf 3833 Einwohner bzw. um 42,6 %.

## Politik

### Gemeinderat
Nach den Gemeinderatswahlen seit 2014 setzte sich der Gemeinderat wie folgt zusammen:
| Liste                                              | 2020  | 2020  | 2014  | 2014  |
| Liste                                              | %     | Sitze | %     | Sitze |
| Dorfgemeinschaft Weil (DG Weil)                    | 38,71 | 6     | 34,98 | 6     |
| Freie Wählergruppe Schwabhausen (FWG Schwabhausen) | 25,94 | 4     | 26,90 | 4     |
| Dorfgemeinschaft Geretshausen (DG Geretshausen)    | 12,63 | 2     | 12,18 | 2     |
| Dorfgemeinschaft Petzenhausen (DG Petzenhausen)    | 9,27  | 2     | 10,49 | 2     |
| Freie Wähler Pestenacker (FW Pestenacker)          | 6,26  | 1     | 8,56  | 1     |
| Dorfgemeinschaft Beuerbach (DG Beuerbach)          | 7,18  | 1     | 6,89  | 1     |

### Wappen
| | Blasonierung: „In silber ein schwarzes Tatzenkreuz, belegt mit silbernem Herzschild, darin eine rote Schafschere.“ |
| Wappenbegründung: Das schwarze Tatzenkreuz ist das heraldische Symbol des Deutschen Ritterordens. Weil gehörte vom 13. Jahrhundert bis zur Auflösung des Ordens 1806 zur Hofmarksherrschaft der Deutschordenskommende Blumenthal bei Aichach. Die Schafschere im Herzschild ist aus dem Wappen der früheren Ortsherren, der Herren von Haldenberg, übernommen. Die Haldenberger übergaben schon 1260 Güter in Weil an den Deutschen Orden; Konrad von Haldenberg trat 1314 selbst in den Orden ein. | |

## Kultur und Sehenswürdigkeiten
Überregional bekannt wurde Weil durch Ausgrabungen von steinzeitlichen Feuchtbodensiedlungen im Tal des Verlorenen Bachs bei Pestenacker.
Auf dem Ehrenfriedhof im Gemeindeteil Schwabhausen wurden 130 Opfer der NS-Gewaltherrschaft nahe der Bahnlinie in drei Sammelgräbern bestattet. Die Gemeinde Weil spricht von 120 Toten andere Stellen von 140 Toten und mehr. Ein britisches oder amerikanisches Aufklärungsflugzeug hatte am 27. April 1945 an dieser Stelle einen abgestellten Munitionszug entdeckt. Vom Begleitschutz des Munitionszugs wurde daraufhin angeblich absichtlich ein von Juden besetzter Zug mit bis zu 3400 Gefangenen aus dem KZ-Außenlagerkomplex Kaufering abgestellt. Die kurz darauf erschienenen Tiefflieger beschossen diesen Zug. Viele der etwa 500 die Flucht ergreifenden Gefangenen wurden erschossen. Die verwundeten Juden kamen ins Lazarett der Erzabtei Sankt Ottilien. Wahrscheinlich erreichten nur 1769 Gefangene den Zielbahnhof Dachau. Auf den über den Sammelgräbern errichteten Gedenksteinen wurden jüdische Inschriften angebracht.